# Карнеги, Дэвид, 11-й граф Нортеск
Дэвид Людовик Джордж Хопетаун Карнеги, 11-й граф Нортеск (англ. David Ludovic George Hopetoun Carnegie, 11th Earl of Northesk; 24 сентября 1901 — 7 ноября 1963) — шотландский пэр. Склетонист, завоевавший бронзовую медаль на зимних Олимпийских играх 1928 года.

## Происхождение и образование
Дэвид Карнеги родился в Лондоне 24 сентября 1901 года. Единственный сын Дэвида Карнеги, 10-го графа Нортеска (1865—1921) и Элизабет Бойл Хэллоус (? — 1950).
Его дедушкой и бабушкой по отцовской линии были Джордж Карнеги, 9-й граф Нортеск (1843—1891), и его кузина Элизабет Джорджина Фрэнсис Эллиот (старшая дочь его адмирала сэра Джорджа Эллиота). Его мать была старшей дочерью генерал-майора Джорджа Скина Хэллоуза.
Он получил образование в подготовительной школе Св. Обина в Роттингдине и школе Грешема в Холте.

## Карьера
5 декабря 1921 года после смерти своего отца Дэвид Карнеги унаследовал титулы 11-го графа Нортеска (Пэрство Шотландии) и 11-го лорда Роузхилла и Эглисмаулди (Пэрство Шотландии).
В 1921—1923 годах лорд Нортеск в чине второго лейтенанта состоял в дополнительном списке (резерве) офицеров Колдстримской гвардии. В вышел в отставку из Колдстримской гвардии, чтобы жениться на своей первой жене.
Лорд Нортеск завоевал бронзовую медаль по скелетону на зимних Олимпийских играх 1928 года, где он установил мировой рекорд. Во время Олимпиады лорд Нортеск был пассажиром на знаменитой бобслейной трассе в Санкт-Морице вместе с королем Бельгии Альбертом I.
Во время Второй мировой войны лорд Нортеск служил в разведывательном корпусе и был демобилизован в звании майора в 1945 году, закончив военную службу в депо разведывательного корпуса. Позже он обрабатывал 200 акров (0,81 км2) земли в Бир-Фарм, Бинфилд, Бракнелл, Беркшир, а также выполнял свои парламентские обязанности.
Шотландский пэр-представитель в Палате лордов Великобритании с 1959 по 1963 год.

## Личная жизнь
19 июля 1923 года в Чикаго лорд Нортеск женился на Джессике Рут (урожденной Браун) Рейнхард, бывшей танцовщице Ziegfeld Follies . Джессика, бывшая жена военно-морского инженера Сирила де Витта Рейнхарда, была дочерью Ф. А. Брауна из Буффало, штат Нью-Йорк. В феврале 1927 года Нортеск признал себя виновным по обвинению в пьянстве и нарушении общественного порядка после того, как он был арестован вместе со своим другом Чарльзом Кирли за выкорчевывание фонарного столба в Лондоне.
Первая жена Нортеска развелась с ним в Эдинбург в октябре 1928 года , обвинив его в «неправомерном поведении в Париже». 18 декабря 1928 года она вышла замуж за Вивиан Э. Корнелиус из Уиндлшема, графство Суррей, почетного атташе посольства Великобритании в Брюсселе.
7 августа 1929 года в Лондоне лорд Нортеск вторым браком женился на Элизабет «Бетти» Власто (? — 1991). Она была дочерью Энтони Аугустуса Власто из Бинфилд-парка и кузиной известной теннисистки Жюли Власто. Хотя от этого второго брака детей не родилось, лорд Нортеск удочерил девочку:
- Филлида Розмари Карнеги (род. 4 июня 1942), которая вышла замуж в первый раз в 1968 году за Дэниела Хёрта Палмера Меллена, сына Уильяма Палмера Меллена. В 1973 году она вышла замуж во второй раз за Маркуса Мервина Кука, сына Джона Шолто Фицпатрика Кука[2].

Лорд Нортеск скончался в Бракнелле, Беркшир, 7 ноября 1963 года в возрасте 62 лет. Ему наследовал его двоюродный брат Джон Карнеги, 12-й граф Нортеск.